# 1978年亚洲运动会
第八届亚洲运动会於1978年12月9日至20日在泰国曼谷舉行。因原主辦城市巴基斯坦的伊斯兰堡放弃主办权，由泰國接辦。共有25個國家和地區的3842名運動員參與19個項目的競賽。打破66项世界纪录。射箭和保齡球是本屆亞運會新增設的比賽項目。
由於阿拉伯國家的聯合抵制，以色列沒有被邀請參加第八屆亞運會。柬埔寨和伊朗由於國內局勢問題，只派出觀察員而沒有運動員参賽。首次参加的有黎巴嫩、叙利亚、沙特阿拉伯、孟加拉国、卡塔尔和阿拉伯联合酋长国。黎巴嫩只有3位選手，是人數最少的代表團，然而這3位選手竟在舉重比賽得到1金1銀兩枚獎牌。
在比賽期間，亞運會理事會討論了成立亞洲最高體育理事會的有關事宜；並將1982年第九屆亞運會的舉辦權授予印度；此外，參加亞運會聯合會的國家和地區由29個發展到當時的32個。

## 申辦過程
1974年德黑蘭亞運會期間，亞洲運動會協會召開委員會，當時有巴基斯坦的伊斯兰堡、新加坡及日本福岡等3個城市爭取主辦第八屆亞運會。當時各國代表表示意見，希望亞運會能在亞洲各個地區來舉行，因此一致決定交給巴基斯坦來承辦。亞洲運動會協會主席，也由巴基斯坦主席接任。
一年多後，巴基斯坦因為國內經濟蕭條，政治局勢也動蕩不安，於1975年底宣布放棄主辦亞運會。亞運會再次面臨到中斷的危機。已舉辦兩屆亞運會的泰國曼谷再度挺身而出，接手舉辦第八屆亞運會，成為第一個舉辦三屆亞運會的城市。
本屆亞運會的舉辦經費仍由各會員國依照各自的經濟能力共同分擔。比賽會期也比照第五屆和第六屆亞運會，在12月9日到20日舉行。泰國曼谷舉辦的4屆亞運會(含1998年第13屆)，都是由泰國國王普密蓬主持開幕儀式。

## 會徽
第8屆亞運會會徽用兩個既似手臂、又似泰國國鳥孔雀頭部的圖案，拱衛着太陽，既展現了泰國的文化精神，又形象地表達出亞運會茁壯成長、欣欣向榮的景象。

## 參賽國家及地區
| - 巴林 - 中國 - 香港 | - 印度 - 印度尼西亞 - 伊拉克 - 日本 | - 科威特 - 黎巴嫩 - 马来西亚 - 蒙古国 - 緬甸 | - 尼泊尔 - 巴基斯坦 - 菲律賓 - 沙烏地阿拉伯 | - 新加坡 - 斯里蘭卡 - 叙利亚 - 阿联酋 - 泰國（东道主） |

## 比赛项目
| - 游泳（含跳水） - 射箭 - 田徑 - 羽毛球 - 籃球 - 保齡球 - 拳擊 - 自行車 - 足球 - 劍擊 | - 體操 - 曲棍球 - 帆船 - 射擊 - 網球 - 乒乓球 - 排球 - 舉重 - 摔跤 |

## 活跃运动员
1. 本届亚运会年龄最大运动员是印度运动员柯·比臣·辛格，时年70岁。
2. 获奖牌最多的是日本体操运动员北川淳一，共3金4银。
3. “东南亚双宝”是新加坡游泳运动员孙宝玲和马嘉慧，她们俩战胜日本选手夺金，孙宝玲获400米、800米自由泳金牌，马嘉慧获200米自由泳金牌。
4. 在田径赛中来自印度的运动员皮·乌沙获金最多，共获4金，有“短跑女王”之称号。
5. 崔云喜、崔允庭两姐妹同时包揽100米仰泳、200米仰泳、200米个人混合泳三个项目冠亚军。
6. 中国体操历史上第一个世界冠军马燕红获团体、高低杠两项冠军。

## 獎牌榜
| 排名 | 国家／地区 | 金牌 | 银牌 | 铜牌 | 總數 |
| ---- | ---------- | ---- | ---- | ---- | ---- |
| 1    | 日本       | 70   | 58   | 49   | 177  |
| 2    | 中國       | 51   | 55   | 45   | 151  |
| 3    |            | 18   | 20   | 31   | 69   |
| 4    |            | 15   | 13   | 15   | 43   |
| 5    | 泰國       | 11   | 11   | 20   | 42   |
| 6    | 印度       | 11   | 11   | 6    | 28   |
| 7    | 印度尼西亞 | 8    | 7    | 18   | 33   |
| 8    | 巴基斯坦   | 4    | 4    | 9    | 17   |
| 9    | 菲律賓     | 4    | 4    | 6    | 14   |
| 10   | 伊拉克     | 2    | 4    | 6    | 12   |
| 11   | 马来西亚   | 2    | 1    | 4    | 7    |
| 12   | 新加坡     | 2    | 1    | 3    | 6    |
| 13   | 蒙古国     | 1    | 3    | 5    | 9    |
| 14   | 黎巴嫩     | 1    | 1    | 0    | 2    |
| 15   | 叙利亚     | 1    | 0    | 0    | 1    |
| 16   | 緬甸       | 0    | 3    | 3    | 6    |
| 17   | 香港       | 0    | 2    | 3    | 5    |
| 18   | 斯里蘭卡   | 0    | 0    | 2    | 2    |
| 19   | 科威特     | 0    | 0    | 1    | 1    |
| 總計 | 總計       | 201  | 198  | 226  | 625  |